# Trent Green
Pour les articles homonymes, voir Green.
(en) Statistiques sur pro-football-reference
Trent Green est un joueur américain de football américain, né le 9 juillet 1970 à Saint-Louis (Missouri), qui évolue au poste de quarterback  (1,91 m pour 98 kg).

## Biographie

### Carrière universitaire
Il effectua sa carrière universitaire avec les Indiana Hoosiers.

### Carrière professionnelle
Il a été drafté au 8e tour en 1993 par les Chargers de San Diego.
Sa carrière en NFL a commencé effectivement en 1998 avec les Redskins de Washington. Puis avec les Rams de Saint-Louis pour les saisons 1999-2000. Bien qu'il lavât son linge sale en famille et ait signé pour être le partant des Rams, il a souffert d'une blessure en match pré-saison qui a mis fin à sa première saison avec l'équipe de St-Louis. C'est d'ailleurs à ce moment que le quart arrière méconnu, Kurt Warner, est sorti de l'ombre.
En 2001, il a rejoint les rangs des Chiefs de Kansas City puis les Dolphins de Miami en 2007.
Il a dépassé six fois les 3 000 yards à la passe par saison et dont trois fois consécutivement les 4 000 yards de 2003 à 2005.

## Palmarès
- Pro Bowl : 2003, 2005